# Wymysłów (Olkusz)
Pour les articles homonymes, voir Wymysłów.
Wymysłów est une localité polonaise de la gmina de Wolbrom, située dans le powiat d'Olkusz en voïvodie de Petite-Pologne.